# 6302 Tengukogen
6302 Tengukogen è un asteroide della fascia principale. Scoperto nel 1989, presenta un'orbita caratterizzata da un semiasse maggiore pari a 2,6232927 au e da un'eccentricità di 0,1058878, inclinata di 13,87771° rispetto all'eclittica.
L'asteroide è dedicato all'omonimo altopiano in Giappone.